# Teatro lirico sperimentale
Il teatro lirico sperimentale di Spoleto è stato fondato nel 1947 da Adriano Belli, avvocato e musicologo, con il fine di avviare alla professione dell'arte lirica quei giovani dotati di particolari qualità artistiche che, compiuti gli studi di canto, non avevano ancora debuttato.

## Storia
Appassionato di melodramma, nell'agosto del 1947, in collaborazione con amici spoletini, con il Teatro dell'Opera di Roma e con l'appoggio economico del governo nella persona del sottosegretario alla Presidenza del Consiglio Giulio Andreotti, Adriano Belli realizza un suo sogno: una manifestazione annuale a Spoleto denominata Teatro lirico sperimentale. Lo scopo è l'avviamento professionale di giovani cantanti al teatro di musica, e favorire il loro esordio. Ritiene necessario formare nuove leve di cantanti in un momento in cui comincia a delinearsi l'esigenza di un cambio di guardia in un genere che si avverte stanco e poco attraente per i giovani. Il suo carissimo amico Beniamino Gigli ne assume la nomina di presidente onorario, mentre la direzione artistica viene affidata a Guido Sampaoli.
La manifestazione si articola in più fasi:
- ricerca a largo raggio di voci nuove (all'inizio solo voci italiane, dal 1953 anche voci statunitensi)
- loro selezione, operata da un'apposita commissione e secondo severissimi criteri tecnici ed artistici
- formazione, per mettere gli artisti in condizioni di affrontare un debutto
- scelta delle opere da rappresentare, decise sulla base delle caratteristiche delle voci selezionate
- debutto e repliche nei teatri spoletini e spesso anche in altre città umbre

La prima stagione lirica sperimentale apre con il Don Pasquale, La bohème e L'Arlesiana, quest'ultima alla presenza dell'autore.
Attraverso questa istituzione, definita da Vittorio Gui vivaio di voci vergini, Adriano Belli negli anni ha fornito ai grandi teatri lirici numerosi cantanti e artisti poi divenuti protagonisti della scena lirica internazionale e un determinante contributo costruttivo alla musica lirica nazionale.
In questa fucina particolare attenzione viene dedicata alla dizione e all'arte scenica, cioè alla capacità dell'aspirante cantante di unire alla sicura vocalità e musicalità, una gestualità teatrale, in armonia con i ritmi e gli accenti della musica; il Teatro lirico sperimentale pertanto svolge anche la funzione di Scuola di arte scenica applicata al canto, disciplina che solo più tardi verrà inserita nei conservatori di musica e nelle scuole private.
Nel tempo la vocazione formativa si estende anche al complesso orchestrale. Nel 1989 il concorso è aperto anche ai giovani artisti della Comunità europea; gli spettacoli vengono replicati non più solo a Spoleto ma nei maggiori teatri umbri e anche fuori dei confini nazionali. Dal 1993 Luciano Berio e Goffredo Petrassi istituiscono un Concorso internazionale di composizione per nuove opere di teatro musicale da camera "Orpheus" rivolto a compositori emergenti.

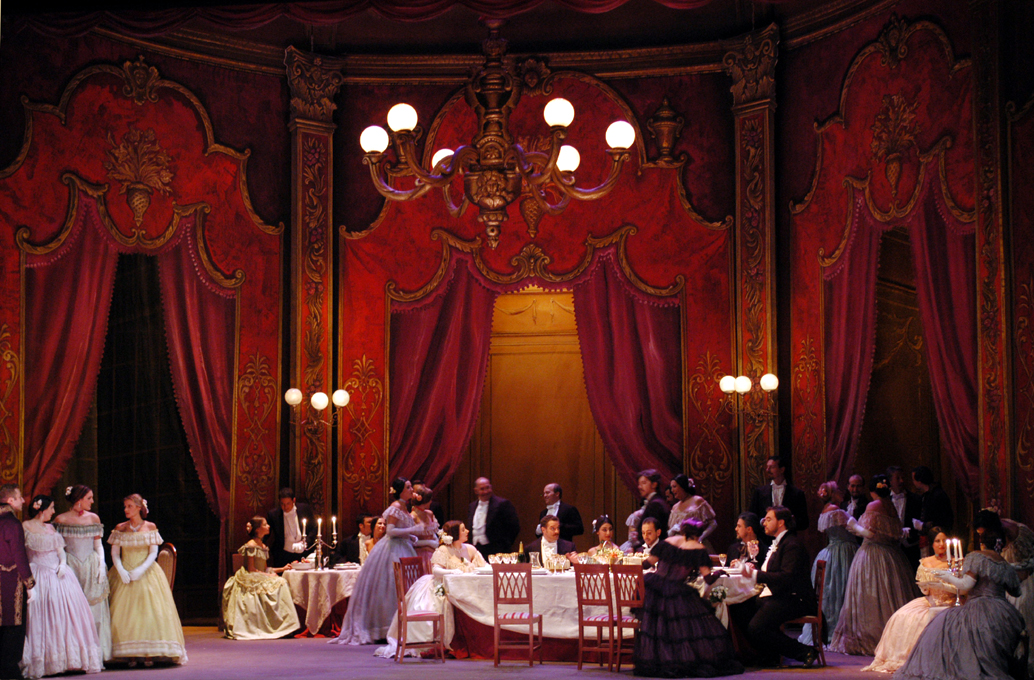
Teatro Nuovo

Il Teatro Lirico Sperimentale collabora inoltre con alcuni tra i maggiori teatri lirici italiani: nel 1991 La Cenerentola presentata nella Stagione Lirica a Spoleto è stata ripresa ed inserita nel cartellone del Teatro dell'Opera di Roma; (Direttore Bruno Aprea, regia Italo Nunziata); nel 1994 in collaborazione con il Teatro Comunale di Firenze è stata realizzata l'opera La Bella Verità, presentata sia presso l'Ente Lirico di Firenze che al Teatro Caio Melisso di Spoleto; la collaborazione con il Teatro Comunale di Firenze continua anche nel 1996 con il dittico Perso per perso di Guido Baggiani e “L'Inganno Felice” di G. Rossini (Direttore Enrique Mazzola, regia Giorgio Pressburger). Collaborazioni inoltre sono in atto con il Teatro Comunale di Bologna, lo Stadttheater di Klagenfurt e il Teatro dell'Opera di Roma, l'Arena Sferisterio di Macerata, Teatro Nazionale di Roma, (Midea 2 di Oscar Strasnoy, anno 2001).
Negli ultimi anni lo Sperimentale ha allargato il proprio campo d'azione nell'ambito della didattica e della formazione musicale organizzando in collaborazione con la Regione Umbria, la Provincia di Perugia e il Fondo Sociale Europeo corsi per maestri collaboratori, per tecnici e accordatori di pianoforti. Lo “Sperimentale” organizza inoltre dal 1993 il Concorso internazionale per nuove opere di teatro musicale da camera “Orpheus”, dedicato a Luciano Berio presidente della Giuria internazionale sin dalla prima edizione. L'opera vincitrice viene rappresentata in prima mondiale a Spoleto nella Stagione Lirica di Settembre.
L'Istituzione ha ricevuto nel 1992 dalla Commissione delle Comunità Europee il Premio “Caleidoscopio” per la cultura e nel 1994 il prestigioso “Premio Abbiati” della Critica musicale italiana “per l'assiduo contributo alla formazione di nuovi interpreti e l'ideazione e la realizzazione del Concorso Internazionale Orpheus”. La produzione di Don Giovanni della Stagione Lirica Sperimentale 1998 ha ricevuto nel maggio 1999, la segnalazione speciale del Premio Pier Luigi Samaritani per le scene disegnate da Roberta Lazzeri. Nel 2001, l'Associazione nazionale critici musicali italiani ha assegnato a Denis Krief il Premio Abbiati della Critica per la regia di Carmen che il regista francese ha firmato per il Teatro Lirico Sperimentale nella Stagione Lirica 2000. Nel 2001 il Teatro Lirico Sperimentale ha realizzato un grande progetto di respiro europeo: la rielaborazione e trascrizione orchestrale de "L'arte della fuga" di Bach, coordinata da Luciano Berio. L'iniziativa è stata approvata e cofinanziata dalla Commissione europea, che l'ha decretata Evento Culturale Europeo. Il progetto ha portato a cinque esecuzioni in quattro paesi - Italia, Inghilterra, Francia e Olanda - con un organico orchestrale composto da circa 40 elementi provenienti dalla principali scuole musicali europee: il Conservatorio di Torino, il Conservatoire National Supérieur del Musique et de Danse di Lione, il Koninklijk Conservatorium dell'Aia, l'Hochschule für Musik und Theater di Leipizig, la Guildhall School of Music and Drama di Londra. A sottolineare la rilevanza internazionale del progetto ha contribuito il diretto coinvolgimento nella realizzazione esecutiva di rinomati compositori europei, quali Luis de Pablo, Louis Andriessen, Betsy Jolas, Gilberto Bosco, Aldo Clementi, Fabio Nieder, Michele Tadini e Fabio Vacchi.
Presso il “Centro Studi-Belli Argiris”, archivio storico e mediateca del Teatro Lirico Sperimentale, è disponibile una ricca biblioteca musicale e una fornita audio-videoteca dedicata all'opera lirica.

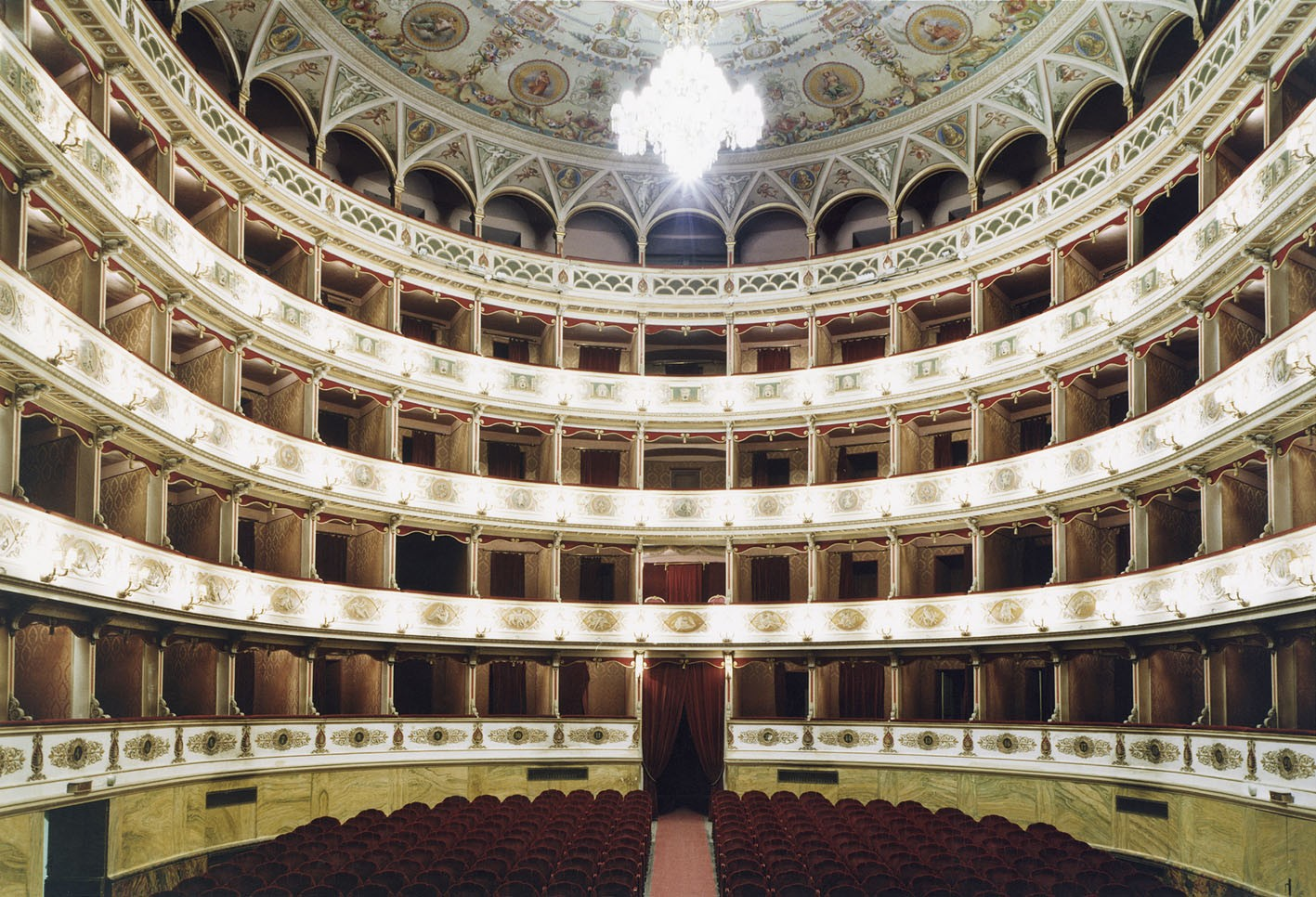
Teatro Nuovo

### Registi
In occasione della Stagione Lirica Sperimentale hanno collaborato prestigiosi registi, tra cui: 
- Luca Ronconi (1994: Ligeia - Anacleto Morones),
- Ugo Gregoretti (1983 and 1995: L'elisir d'amore - 1984: Il Barbiere di Siviglia),
- Gigi Proietti (1985: Don Pasquale - 1986: Le Nozze di Figaro),
- Giorgio Pressburger (1990: Il Pipistrello - 1993: Tragédie de Carmen - 1996: Perso per perso - L'Inganno Felice),
- Alvaro Piccardi (1987: Il Telefono - Mahagonny -1988: Così fan tutte - 1990: Morte dell'aria - Lighea - 1994: La Bella Verità - 1995: La Bohème),
- Giancarlo Cobelli (1984: Mavra - 1985: Orfeo ed Euridice - 1987: Il Mercato di Malmantile -1989: Simon Boccanegra - 1990: La Bohème),
- Sandro Sequi (1995: Il Matrimonio segreto),
- Piera Degli Esposti (1996: La Notte di un Nevrastenico - Suor Angelica - 1998: Le Parole al Buio),
- Stefano Monti (1996: Falstaff - 1998: Werther),
- Franco Ripa di Meana (1998: Don Giovanni - 1999: Le Nozze di Figaro),
- Henning Brockhaus (1999: Tosca - 2000: Midea2),
- Denis Krief (2001: Carmen),
- Pippo Delbono (2007: Obra Maestra),
- Paolo Rossi (2010: Il Matrimonio Segreto),
- Mario Perrotta (2012: Opera migrante).

## Attività attuale
La denominazione attuale è "Concorso Comunità Europea per giovani cantanti lirici". 
L'attività dell'istituzione si svolge in tre fasi: Concorso comunità Europea di canto, corso di avviamento al debutto e stagione lirica.
1. Concorso.

Accogliendo i vincitori del Concorso di canto dello “Sperimentale” a Spoleto ed avviandoli ad un corso di due anni, vengono dati loro quegli elementi che la scuola non offre: non solo preparazione delle opere ma anche preparazione al gesto, sotto la guida dei registi e dei direttori che mettono in scena le opere stesse nella Stagione Lirica di presentazione. L'attività si svolge in tre fasi: in marzo si svolge a Spoleto il Concorso per giovani cantanti lirici della Comunità Europea, durante il quale una Giuria internazionale seleziona i candidati provenienti da tutta Europa tra i quali risultano vincitori solo coloro che conseguono una media di 8/10. La fase successiva prevede un corso di preparazione al debutto di cinque mesi durante i quali vengono impartiti vari insegnamenti: dizione, mimo, recitazione oltre al perfezionamento vocale.
Nell'ultimo periodo di preparazione gli allievi studiano i ruoli scelti dal Direttore Artistico per il loro debutto.
La Stagione Lirica costituisce il coronamento della preparazione e ha luogo solitamente a Spoleto in settembre. Gli allievi percepiscono una borsa di studio e per il periodo del corso e della Stagione Lirica vivono a Spoleto.
Sulla vocalità dei vincitori si imposta la scelta delle opere da allestire, fermo restando che per ragioni didattiche si ritiene indispensabile che gli allievi affrontino un'opera del Sei-Settecento, una dell'Ottocento, una del Novecento.
1. Corso di avviamento al debutto. Ai vincitori vengono assegnati i ruoli in base alle caratteristiche vocali per i titoli in cartellone nella prossima stagione lirica del Teatro. Iniziano a preparare i ruoli e la formazione artistica con pianisti preparatori, registi, cantanti di chiara fama e direttori d'orchestra che li seguono o tengono masterclasses.
2. Stagione Lirica. Dopo la preparazione e le prove gli artisti prendono parte alla stagione lirica dove vengono portate in scena le opere decise dalla direzione artistica.

All'interno del Teatro lirico sperimentale nel 1999 sorge il Centro studi Belli-Argiris che accoglie l'archivio personale del suo fondatore avuto in dono dal figlio Carlo, importante documentazione riordinata e inventariata con la collaborazione della Soprintendenza archivistica dell'Umbria nel 2000, e che costituisce un'utile fonte per lo studio della storia del teatro musicale italiano.

### Vincitori
Hanno vinto il Concorso dello “Sperimentale”,studiato a Spoleto e debuttato nella Stagione Lirica dell'Istituzione moltissimi grandi nomi della lirica internazionale tra cui ricordiamo Cesare Valletti, Franco Corelli, Antonietta Stella, Anita Cerquetti, Giangiacomo Guelfi, Ettore Bastianini, Anna Moffo, Gabriella Tucci, Marcella Pobbe, Rolando Panerai, Margherita Rinaldi, Franco Bonisolli, Giorgio Merighi, Leo Nucci, Ruggero Raimondi, Renato Bruson, Mietta Sighele, Veriano Luchetti, Salvatore Fisichella, Cecilia Valdenassi and then Luciana D’Intino, Mariella Devia, Lucia Aliberti Negli ultimi anni Marcello Giordani, Natale De Carolis, Giusy Devinu, Elisabeth Norberg-Schulz, Giuseppe Morino, Monica Bacelli, Roberto Frontali, Nuccia Focile, Giuseppe Sabbatini. Solo da pochi anni Roberto DeCandia, Sonia Ganassi, Norma Fantini, Manuela Kriscak, Nicola Ulivieri, Daniela Barcellona, Andrea Papi, Monica Colonna, Marina Comparato, Maria Agresta.
Hanno collaborato nel passato per l'attività didattica musicisti quali Lina Cuscinà, Vincenzo Bellezza, Franco Capuana, Ottavio Ziino, Nino Rota, Giuseppe Bertelli, Alberto Paoletti, Luigi Ricci, Rolando Nicolosi, Carlo Ventura, Fernando Cavaniglia e per la recitazione e il movimento scenico Riccardo Picozzi, Carlo Piccinato, Tatiana Pavlova, Attilia Radice. Negli ultimi anni per la didattica musicale Anita Cerquetti, Enza Ferrari, Magda Olivero, Mietta Sighele, Gianpiero Taverna, Spiros Argiris, Massimo de Bernart, Giovanna Canetti, Bruno Aprea, Renato Bruson, Raina Kabaivanska. Nell'ambito delle attività didattiche hanno collaborato per corsi specifici Carlo Bergonzi, Otto Edelman, Waldemar Kmentt, Renato Bruson, Natale De Carolis, Giovanna Canetti. Per il movimento scenico e la recitazione Italo Nunziata, Paolo Baiocco, Alvaro Piccardi, Lucio Gabriele Dolcini, Stefano Vizioli, Stefano Monti, Daniela Malusardi, Henning Brockhaus.

### Premi
Per i vincitori del concorso è prevista una borsa di studio per la frequenza di cinque mesi al corso di avviamento al debutto.
Sono istituiti di volta in volta premi Speciali in denaro come il "Livia Dionisi" dell'ammontare di trentacinquemila euro ed il "Cesare Valletti" di 8000 euro destinato al tenore vincitore col maggior punteggio ottenuto.

## Corsi

### Orchestra
Nel 1995 il Teatro Lirico Sperimentale, dopo un Corso di Qualificazione Professionale per Professori d'Orchestra, ha anche dato vita all'OTLiS, l'Orchestra del Teatro Lirico Sperimentale di Spoleto. Sotto la guida di qualificatissimi docenti (Francesco Manara, Luciano Giuliani, Paolo Centurioni, Angelo Persichilli, Umberto Benedetti Michelangeli, Spiros Argiris, Massimiliano Stefanelli, Romolo Gessi, Carlo Palleschi, Massimo de Bernart, Bruno Aprea), gli allievi, giovani strumentisti diplomati, dopo una selezione nazionale affrontano due mesi di studio a Spoleto e successivamente eseguono le opere della Stagione Lirica sia a Spoleto che nella Stagione Lirica Regionale (Perugia, Terni, Assisi, Todi, Città di Castello).
L'Orchestra formata dagli allievi del Corso e integrata con alcuni giovani e già affermati musicisti si è inoltre esibita in vari concerti sinfonici ed ha partecipato alla serata inaugurale dei Primi Giochi Mondiali Militari - Stadio Olimpico Roma (1995). I corsi per professori d'orchestra sono stati attuati anche negli anni successivi, sempre in collaborazione con la Regione Umbria e Fondo Sociale Europeo e dal 1996 sono stati estesi a giovani strumentisti della Comunità Europea.

### Corso per maestro collaboratore
Oltre alla formazione dei cantanti e degli orchestrali è previsto periodicamente un corso per maestri collaboratori al pianoforte.

## Registi e Direttori d'orchestra che hanno collaborato col TLS
Nel corso della sua storia hanno collaborato con il lirico sperimentale registi e direttori d'orchestra come:
Luca Ronconi, Ugo Gregoretti, Gigi Proietti, Giorgio Pressburger, Alvaro Piccardi, Piera Degli Esposti, Stefano Monti, Franco Ripa di Meana, Henning Brockhaus, Denis Krief, Lucio Gabriele Dolcini, Gabbris Ferrari, Pippo Delbono, Alessio Pizzech, Marco Carniti, Giorgio Bongiovanni, Francesco Manara, Luciano Giuliani, Paolo Centurioni, Angelo Persichilli, Mario Perrotta, Umberto Benedetti Michelangeli, Spiros Argiris, Massimiliano Stefanelli, Romolo Gessi, Carlo Palleschi, Massimo de Bernart, Bruno Aprea, Franco Capuana, Ottavio Ziino, Nino Rota.

## La stagione lirica regionale
Il teatro lirico sperimentale di Spoleto oltre alla stagione di Spoleto organizza la stagione lirica regionale portando nei vari teatri della regione Umbria (Teatro Morlacchi di Perugia, Lyric di Assisi, Teatro degli Illuminati di Città di Castello, Teatro di Todi, Terni ecc) un'opera. Nella scorse stagioni sono state portate in molte piazze umbre opere come La bohème di Giacomo Puccini, Rigoletto di Verdi, L'elisir d'amore di Donizetti, ecc.

## Sedi
Le attività si svolgono principalmente nei teatri della città, ovvero il Teatro Nuovo inaugurato nel 1860 ed il Teatro Caio Melisso, inaugurato 2 secoli prima. Altre sedi sono: l'Auditorium della Stella, all'interno del Complesso monumentale dell'Anfiteatro, la Sala Goffredo Petrassi, il Chiostro di San Nicolò, la Sala Pegasus e Villa Redenta.
Il Teatro Lirico Sperimentale è stato ospite con concerti e opere oltre che in Italia anche in: 
- Austria (Vienna, 1994),
- Spagna (Barcellona, 1996),
- Stati Uniti (New York 1996 e 2009, Los Angeles 2005),
- Svizzera (Berna 1996),
- Canada (Vancouver 2002, Toronto 2010),
- Ungheria (Budapest 2002, Budapest e Miskolc 2006),
- Germania (Schwetzingen 2003 e 2010, Salzau 2005),
- Polonia (Tczew 2003),
- Cina (Pechino e Tangshan 2004, Pechino e Shenyang 2006, Pechino, Xi’an, Nanchino 2010, Shanghai 2010 e 2012),
- Giappone (Osaka, Tokyo, Sapporo, Ina, Hiroshima, Kōbe, Nagoya, Oita, Morioka, Matsudo, Fukuoka, Tokorozawa, Chigasaki, Musashino 2000, 2002, 2004, 2005, 2007, 2008),
- Russia (San Pietroburgo 2006, 2008, 2009, 2010, 2011, 2012, 2013),
- Qatar (Doha 2007, 2008),
- Romania (Bucarest, Sibiu 2007, 2008, 2009, 2010),
- Cuba (L'Avana 2008),
- Turchia (Istanbul 2010, Istanbul e Bursa 2011),
- Sudafrica (Pretoria 2010),
- Gran Bretagna (Londra 2011),
- Paesi Bassi (Utrecht 2012).